# Kaidi Jekimova
Kaidi Jekimova (* 28. Juni 1979) ist eine ehemalige estnische Fußballspielerin und heutige -trainerin.
Jekimova spielte bei der Frauenfußballabteilung des FC Levadia Tallinn und bestritt für die Nationalmannschaft von Estland von 2000 bis 2009 bisher 47 Länderspiele.